# Helicops leopardinus
Espèce
Synonymes
- Homalopsis leopardina Schlegel, 1837
- Helicops leprieurii Duméril, Bibron & Duméril, 1854

Helicops leopardinus  est une espèce de serpents de la famille des Dipsadidae.

## Répartition
Cette espèce se rencontre :
- en Colombie ;
- au Guyana ;
- au Suriname ;
- en Guyane ;
- au Brésil ;
- en Équateur ;
- au Pérou ;
- en Bolivie ;
- au Paraguay ;
- en Argentine dans les provinces de Buenos Aires, de Santa Fe, d'Entre Ríos, de Corrientes, de Misiones, du Chaco, de Formosa, de Jujuy et de Salta.

## Description

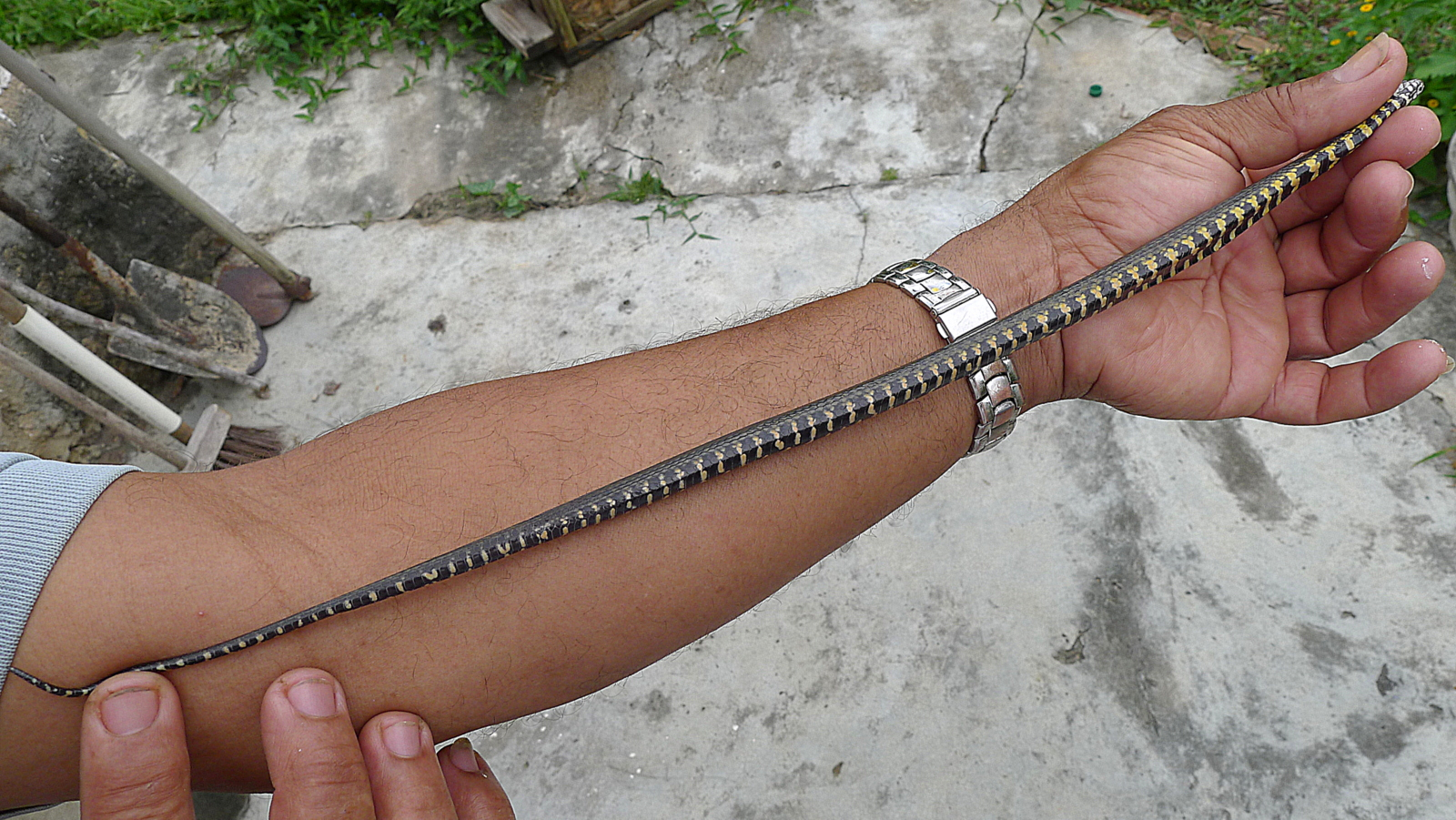

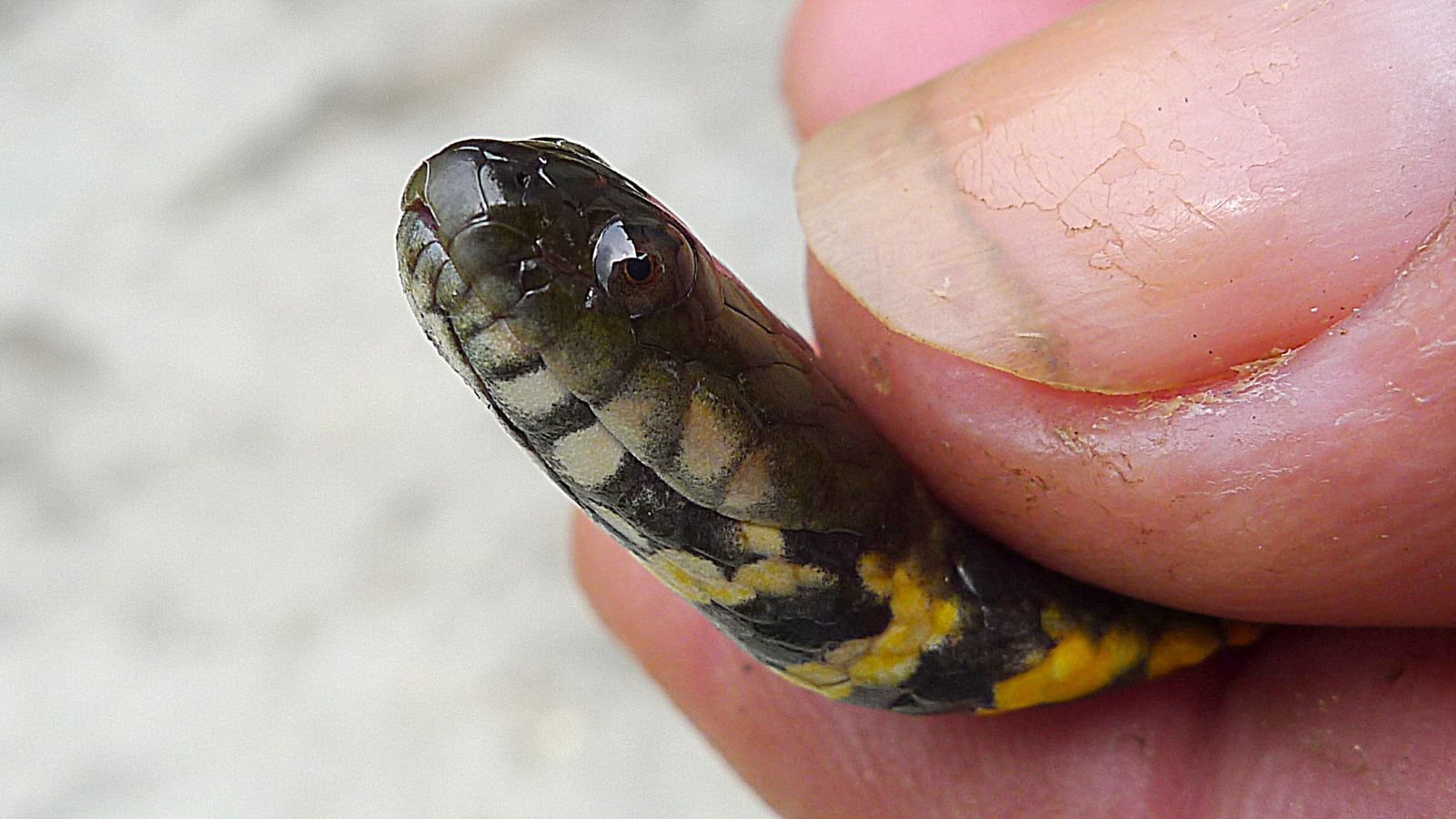

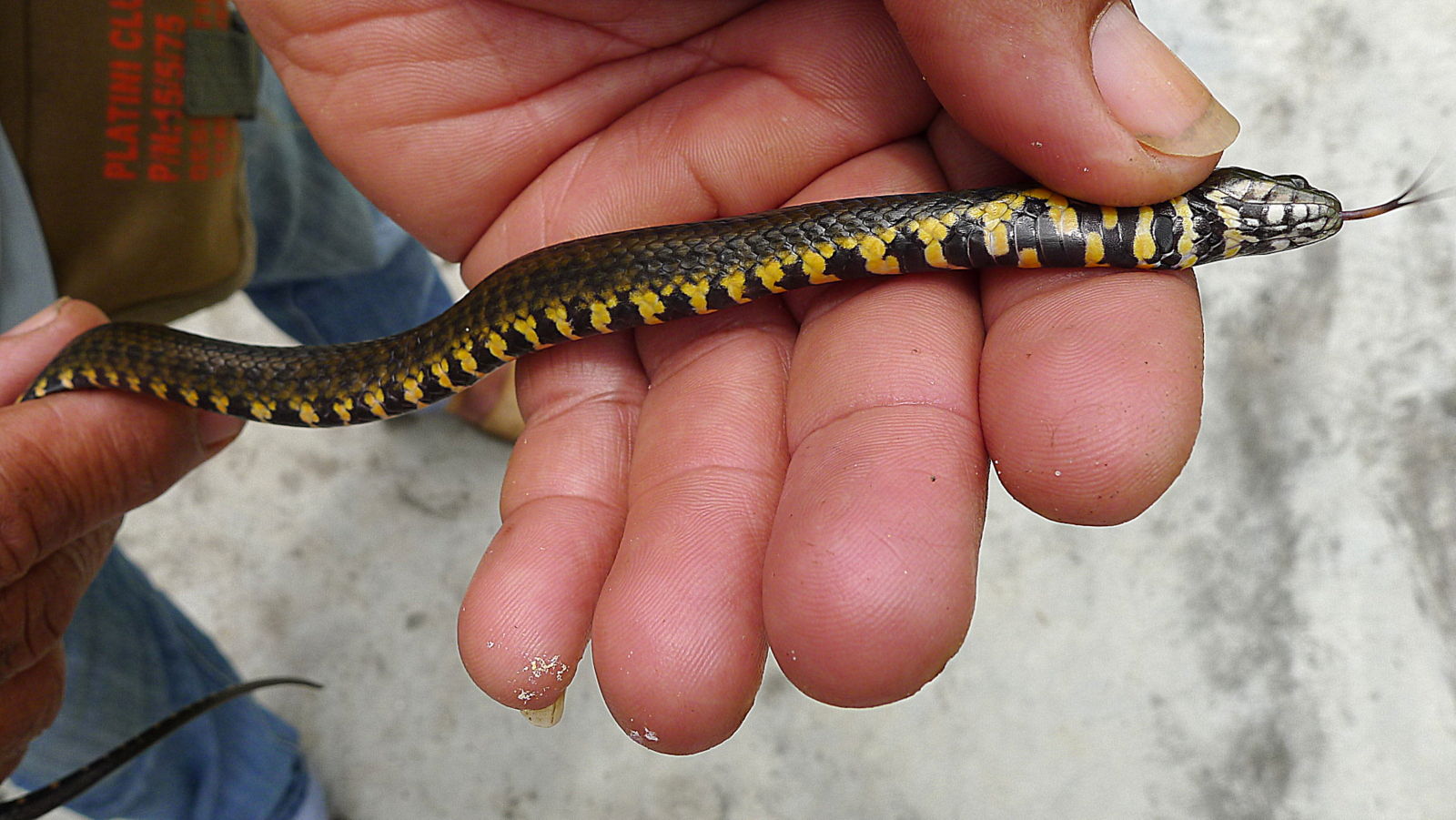

Helicops leopardinus mesure de 48 à 73 cm dont 14 à 20 cm pour la queue.

## Publication originale
- Schlegel, 1837 : Essai sur la physionomie des serpens, vol. 1 (texte intégral) et vol. 2 (texte intégral).